# Scottish Division One 1894-95
La Scottish Division One 1894-95 fue la quinta edición de la máxima categoría del fútbol de Escocia. La liga contó con 10 equipos, y el campeón fue Heart of Midlothian, que alcanzó el título por primera vez.

## Desarrollo

### Clasificación
| Pos. | Equipo                  | Pts. | PJ | G  | E | P  | GF | GC | Dif. | Clasificación                               |
| ---- | ----------------------- | ---- | -- | -- | - | -- | -- | -- | ---- | ------------------------------------------- |
| 1    | Heart of Midlothian (C) | 31   | 18 | 15 | 1 | 2  | 50 | 18 | +32  | Campeón                                     |
| 2    | Celtic                  | 26   | 18 | 11 | 4 | 3  | 50 | 29 | +21  |                                             |
| 3    | Rangers                 | 22   | 18 | 10 | 2 | 6  | 41 | 26 | +15  |                                             |
| 4    | Third Lanark            | 21   | 18 | 10 | 1 | 7  | 51 | 39 | +12  |                                             |
| 5    | St Mirren               | 19   | 18 | 9  | 1 | 8  | 34 | 34 | 0    |                                             |
| 6    | St Bernard's            | 17   | 18 | 8  | 1 | 9  | 37 | 40 | −3   |                                             |
| 7    | Clyde                   | 16   | 18 | 8  | 0 | 10 | 38 | 47 | −9   |                                             |
| 8    | Dundee                  | 14   | 18 | 6  | 2 | 10 | 28 | 33 | −5   | Reelegido                                   |
| 9    | Dumbarton               | 7    | 18 | 3  | 1 | 14 | 27 | 58 | −31  | Reelegido                                   |
| 10   | Leith Athletic (D)      | 7    | 18 | 3  | 1 | 14 | 32 | 64 | −32  | No reelegido. Desciende a Segunda División. |

 Fuente: SPFL
| Campeón Heart of Midlothian |
| 1.er título                 |